# Abigail Williams (groupe)
Pour les articles homonymes, voir Abigail Williams et Williams.
Abigail Williams est un groupe de black metal symphonique américain originaire de Phoenix, en Arizona. Abigail Williams souffre de changements constants de formation depuis ses débuts.

## Biographie

### Débuts (2004–2007)
Abigail Williams est formé par le guitariste Ken Sorceron en 2004. Avant la formation d'Abigail Williams et de prendre le nom de Sorceron, Bergeron était guitariste au sein de Victims In Ecstacy, et de plusieurs autres groupes de metal et hardcore en Arizona. Les premières chansons d'Abigail Williams incluent six démos publiées sur Internet par le groupe. Trois de ces démos seront réenregistrées pour l'EP Legend, soit Melquiades (The Great Work), qui rebaptisé The Conqueror Wyrm et Swollen Disgust, publiée sous le titre Like Carrion Birds.
Après avoir tourné intensément aux États-Unis et en Angleterre en 2006, Abigail Williams sort son premier EP Legend EP. Le style pratiqué est un mix entre le metalcore des débuts et le black metal symphonique,,. Cet EP leur permet de tourner avec Dark Funeral et Enslaved. Le groupe se sépare en début d'année 2007, ce que plus tard Sorceron décrira comme une pause planifiée. 

### The Absence of Light(2008–2010)
Le groupe entre en studio avec le producteur James Murphy (guitariste d'Obituary, Testament et Cancer) pour enregistrer leur premier EP, In the Shadow of a Thousand Suns, en octobre 2008. L'influence de la scène black metal européenne, particulièrement le black symphonique de Cradle of Filth et des scandinaves de Dimmu Borgir et d'Old Man's Child est évidente,,. Les américains prennent aux premiers les orchestrations et les structures des chansons et aux deuxièmes les passages thrash. Le tout est présenté dans un écrin laqué bien propre et bien brillant. Les breaks sont également nombreux avec leur lot de notes de piano ou de synthétiseurs grandiloquents, le chant est black metal. L'enregistrement de l'album prend six mois. Trym Torson (Emperor/Enslaved assure la batterie sur tous les titres de l'album excepté Floods, Acolytes et Empyrean. La plupart des chansons sont écrites par Sorceron quand le groupe était en sommeil en 2007. 
Abigail Williams tourne en Europe pendant l'été 2008. En 2009, la claviériste Ashley Ellyllon remplace Rosie Smith au sein de Cradle of Filth. En octobre 2009, Sam « Samus » Paulicelli quitte le groupe pour se consacrer à d'autres projets. Abigail Williams publie une édition limitée d'In the Shadow of a Thousand Suns en janvier 2010 incluant un second disque ou apparaissent quatre nouveaux titres, une démo de Floods et un clip vidéo Into the Ashes, puis enregistre huit nouveaux titres pour son second album. L'album enregistré aux Conquistador Studios à Cleveland, dans l'Ohio, se nomme In the Absence of Light. Il sortira le 21 septembre 2010 chez Candlelight Records.

### Becoming(2011–2014)
En fin novembre 2011, le groupe révèle le titre de son troisième album à venir, Becoming. Ils annoncent aussi une tournée entre le 4 novembre et le 11 décembre. D'autres tournées sont annoncées du 12 décembre 2011 au 29 mars 2012. La liste des chansons et la date de sortie de leur album sont révélées ; il sortira le 24 janvier 2012 au label Candlelight.

### The Accuser(depuis 2015)
En 2015, le groupe annonce un nouvel album pour le 30 octobre 2015 au label Candlelight Records. Intitulé The Accuser, l'album est enregistré, mixé et masterisé en cinq jours par Ken Sorceron dans leur home studio de Washington, D.C.. Un premier extrait avec le titre d'ouverture Path of Broken Glass est en écoute. Le 10 octobre 2016, ils annoncent des dates de tournée américaines pour la fin d'année entre le 29 novembre et le 12 décembre

## Membres

### Membres actuels
- Ken « Sorceron » Bergeron – chant, guitare (depuis 2004)
- Jeff Wilson – basse (2013), guitare (depuis 2013)

### Membres live
- Ken « Emoji » Bedene – batterie (2009–2011)
- Jesse Beahler – batterie (2013)
- John Porada – basse (2013–2014)
- Micah Leonetti – basse (depuis 2015)
- Kelsie Hargita – claviers (depuis 2016)

### Anciens membres
- Connor Woods – chant (2004–2006)
- Brad Riffs – guitare (2004–2006)
- Mark Kozuback – basse (2004–2006)
- Bjorn « Bjornthor » Dannov – guitare (2004–2007, 2008–2009)
- Ashley « Ellyllon » Jurgemeyer – claviers (2004–2008, 2012–2013)
- Kyle Dickinson – basse, chœurs (2006)
- Andy Schroeder – batterie (2006)
- Michael Wilson – guitare (2006–2007, 2007–2009)
- Zach Gibson – batterie (2006–2007, 2007, 2011–2012)
- Kristen Randall – claviers (2007)
- Thomas G. Plaguehammer – basse, chœurs (2007–2009)
- Samus Paulicelli – batterie (2008–2009)
- Alana Potocnik – claviers (2009)
- Griffin Wotawa – basse (2011–2012)
- Alan Cassidy – batterie (2011–2012)
- James Jungmann – basse (2012)
- Bryan O' Sullivan – basse (2012–2013)
- Ian Jekelis – guitare (2009–2014)
- Charlie Fell – batterie (2014–2015)
- Will Lindsay – basse (2014–2015)

## Discographie
- 2006 : Legend (EP)
- 2008 : In the Shadow of a Thousand Suns (album)
- 2009 : Watch Tower (single)
- 2009 : In the Shadow of a Thousand Suns (EP)
- 2010 : Malediction (single)
- 2010 : In The Absence of Light (album)
- 2012 : Becoming (album)
- 2015 : The Accuser (album)
- 2019 : Walk Beyond the Dark (album)